# James Lloyd (Politiker, 1769)

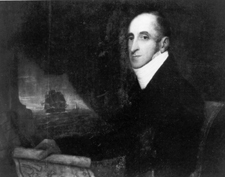
James Lloyd

James Lloyd (* Dezember 1769 im Suffolk County, Province of Massachusetts Bay; † 5. April 1831 in New York City) war ein US-amerikanischer Politiker (Föderalistische Partei), der den Bundesstaat Massachusetts im US-Senat vertrat.
James Lloyd besuchte zunächst die Lateinschule in Boston und später dann das Harvard College, wo er 1787 seinen Abschluss machte. In der Folge schlug er eine Berufslaufbahn als Kaufmann ein, wobei er sich besonders auf den Außenhandel spezialisierte.
Politisch war er erstmals von 1800 bis 1801 als Abgeordneter im Repräsentantenhaus von Massachusetts tätig; im Jahr 1804 gehörte er dem Staatssenat an. Als US-Senator John Quincy Adams im Juni 1808 die Föderalisten verließ und sich der Demokratisch-Republikanischen Partei anschloss, legte er auch sein Senatsmandat nieder; die fällige Nachwahl entschied dann James Lloyd für sich. 1811 wurde er in die American Academy of Arts and Sciences gewählt. Lloyd verblieb bis zu seinem eigenen Rücktritt am 1. Mai 1813 im Kongress.
Neun Jahre später, am 5. Juni 1822, kehrte Lloyd in den Senat zurück; diesmal war seiner Wahl der Rücktritt von Harrison Gray Otis vorausgegangen. Er bewarb sich erfolgreich um die Wiederwahl und legte sein Mandat schließlich am 23. Mai 1826 zum zweiten Mal nieder. Während seiner Zeit als Senator stand er unter anderem dem Marineausschuss (Committee on Naval Affairs) vor. Er zog sich danach aus der Politik zurück und lebte in Philadelphia.